# Nils Thürey
Nils Thürey (* 6. Juli 1979 in Braunschweig) ist ein deutscher Informatiker.
Nils Thürey machte 1998 sein Abitur an der Internationalen Deutschen Schule in Den Haag. Er studierte an der Universität Erlangen-Nürnberg und wurde dort 2006 promoviert. Bis 2010 arbeitete er als Post-Doktorand an der ETH Zürich in Zusammenarbeit mit Ageia/Nvidia. Danach war er Research & Development Lead bei ScanlineVFX. Seit Herbst 2013 ist er Professor im Bereich Games Engineering an der Fakultät für Informatik der Technischen Universität München.
2013 erhielt er den Technical Achievement Award der Academy of Motion Picture Arts and Sciences zusammen mit Theo Kim, Markus Gross und Doug James für die Entwicklung eines Verfahrens zur effizienten und effektiven Simulierung von Rauch- und Explosionseffekten.

## Veröffentlichungen
- Physikalische Animation von Strömungen mit freien Oberflächen mit der Lattice-Boltzmann-Methode. Dissertation. München 2007, ISBN 978-3-89963-519-5. (Digitalisat)